# Teguise
Teguise é um município da Espanha na província de Las Palmas, comunidade autónoma das Canárias. Tem 264 km² de área e em 2021 tinha 23 044 habitantes (densidade: 87,3 hab./km²).
A vila de Teguise, conhecida popularmente por la Villa, foi capital da ilha, até esta ser transferida para Arrecife.

## Património
- Castelo de Santa Bárbara (século XVI), hoje Museu da Pirataria;
- Igreja de Nossa Senhora de Guadalupe (século XVI);
- Conventos que são exemplo de arquitectura religiosa canária dos séculos XV e XVI;
- La Cilla, o celeiro mais importante de Lanzarote.

## Demografia
| Variação demográfica do município entre 1991 e 2004 | Variação demográfica do município entre 1991 e 2004 | Variação demográfica do município entre 1991 e 2004 | Variação demográfica do município entre 1991 e 2004 |
| --------------------------------------------------- | --------------------------------------------------- | --------------------------------------------------- | --------------------------------------------------- |
| 1991                                                | 1996                                                | 2001                                                | 2004                                                |
| 8189                                                | 8691                                                | 12392                                               | 14477                                               |